# Ханс Стайнингер
Ханс Стайнингер (1508, Пфаркирхен, Нижняя Бавария — 28 сентября 1567, Браунау-ам-Инн, Верхняя Австрия) — городской капитан (Stadthauptmann) города Браунау-ам-Инн, известный своей чрезвычайно длинной бородой.
Ханс Стайнингер был 6 раз избран городским капитаном Браунау-ам-Инн. Его борода имела длину 3,5 кубита (примерно 2 метра). Также по рассказам он сбривал её шесть раз. Согласно легенде, он забыл спрятать бороду в нагрудный карман, куда обычно складывал её. В результате он споткнулся, упал с лестницы и сломал себе шею. Однако, причина смерти не доказана. После его смерти его борода была отрезана и сохранилась как семейная реликвия. В 1911 борода была получена по наследству городом Браунау-ам-Инн и на настоящее время выставлена в районном музее города Херцогенбург. Аутентичность бороды была подтверждена химически и микроскопически.